# ハッピー・ファミリー (バンド)
ハッピー・ファミリー (Happy Family) は、大学の音楽サークルで出会ったメンバーで1987年に結成された、東京のインスト・ハード・ロック/プログレッシブ・ロック・バンドである。
レコメン系や「ズール」(マグマまたはそこから派生された音楽の総称)の影響を受けつつも、ミニマル・ミュージック的な要素や極端なまでに複雑且つパワフルなリズム構成を強調する等、独自のカラーを持ち「レコメンハードロック」や「プログレ界の暴走機関車」と称される事もある。1990年代末から15年程活動を休止するが、2010年代前半より再始動。アルバムのリリース、第1回「Rock In Opposition Japan 2014」出演を含め、現在も活動中。

## 来歴
第1期 （1987年4月 〜 1987後半? / 1988前半?）
森本賢一 (keyboards) / 宮野達哉 (bass) / 牧野シゲ (guitar) / イシハラ (drums) / ワタベ (saxophone)
最初期こそKing CrimsonやYes、P.F.M.のカバーを演奏するが、すぐにオリジナル曲を描き始める。
第2期 （ 〜 1988後半?）
森本賢一 (keyboards) / 宮野達哉 (bass) / 牧野シゲ (guitar) / イシハラ (drums)
サックスのワタベ脱退、4人編成になる。
第3期 （ 〜 1989前半?）
森本賢一 (keyboards) / 宮野達哉 (bass) / 牧野シゲ (guitar) / ゴンベ (drums)
ドラムがイシハラからゴンベに交代。
第4期 （ 〜 1989後半?）
森本賢一 (keyboards) / 宮野達哉 (bass) / 牧野シゲ (guitar) / ゴンベ (drums) / ツエムラ (saxophone)
短期間のみ、女性サックス奏者が加入。
第5期 （ 〜 1990年8月）
森本賢一 (keyboards) / 宮野達哉 (bass) / 牧野シゲ (guitar) / ゴンベ (drums)
再び4人編成に戻る。
第6期 （1990年8月 〜 1994年12月）
森本賢一 (keyboards) / 宮野達哉 (bass) / 牧野シゲ (guitar) / 永瀬敬一 (drums)
ドラムに現メンバーの永瀬が加入。この時期にデモテープ、1stアルバム『Happy Family』、コンピレーション・アルバム『Unsettled Scored』に提供した「Bulgarian Flying Spirit Dances」を録音。
第7期 （1995年4月 〜 1998年10月）
森本賢一 (keyboards) / 宮野達哉 (bass) / 泉谷隆洋 (guitar) / 永瀬敬一 (drums)
ギターが現メンバーの泉谷に交代。2ndアルバム『Toscco』を録音。
第8期 （2011年5月 〜 now）
森本賢一 (keyboards) / 市川ヒデミ (bass) / 泉谷隆洋 (guitar) / 永瀬敬一 (drums)
約15年のインターバルを経て、ベースが現メンバーの市川に交代、3rdアルバム『Minimal Gods』を録音。

## ディスコグラフィ
- 『Happy Family』
自主制作/番号無し
3曲入りデモテープ (カセットテープ)、1990年頃に録音、リリース。ライヴ会場及び一部のレコード屋の店頭のみで販売された。
収録曲
  1. パルタイ
  2. くさい足
  3. いぬひも

メンバー
  - 森本賢一 (keyboards)
  - 牧野シゲ (guitar)
  - 宮野達哉 (bass)
  - 永瀬敬一 (drums)

- 『Happy Family』
Cuneiform Records Rune 73, 1995
1994年8月/11月に吉祥寺Bazooka Studioで録音されたデビューアルバム。米国のレーベルCuneiform Recordsからの初の日本のアーチストとしてのリリース。当時の国内ディストリビューションはロクス・ソルス。
収録曲
  1. Rock & Young / 岩と若者
  2. Shige et Osanna / シゲとオザンナ
  3. Partei / パルタイ
  4. Rolling the Law Court / 回る法廷
  5. Kaiten (Ningen Gyorai) / 人間魚雷回天
  6. Naked King / 裸の王様
  7. Drums Whisper Spacy / ドラム野郎

メンバー
  - 森本賢一 (keyboards)
  - 牧野シゲ (guitar)
  - 宮野達哉 (bass)
  - 永瀬敬一 (drums)

- 『Toscco』
Cuneiform Records Rune 93 / Arcangelo ARC-1030, 1997
1996年録音、前作同様Cuneiform Recordsが原盤だが、国内盤は限定でDisk Union/Arcangeloから配給された。
収録曲
  1. The Great Man / 腕組んで仁王立ちする男
  2. Overdrive Locomotive / 暴走機関車
  3. Nord Company vs. Lead Company / ノード社とリード社
  4. Filial Piety at the Dawn / 夜明けの親孝行
  5. The Sushi Bar (with Bad Face, Bad Manner and Bad Taste) / ツラと態度とネタのマズい寿司屋
  6. He is Coming at Tokyo Station / 東京駅で昇天
  7. The Picture Book - X Rated / 大人の絵本
  8. The Three Leaves Insect / 三葉虫
  9. The Great Man (Revisited) / 腕組んで仁王立ちした男
  10. Dear My Daughter... / 娘よ (bonus track for Japanese distribution)

メンバー
  - 森本賢一 (keyboards)
  - 泉谷隆洋 (guitar)
  - 宮野達哉 (bass)
  - 永瀬敬一 (drums)

- 『Minimal Gods』
Cuneiform Records Rune 393 / Disk Union DUJP015, 2014
2014年1月/3月に高田馬場Bazooka Studioで録音。原盤はCuneiform Recordsからのリリース、国内盤の初回盤のみボーナスCD付きの2枚組。
収録曲
  1. Slide / スライド
  2. No Talent, No Smell / 無能無臭
  3. Rodrigo / ロドリーゴ
  4. Partal Site For Sightseeing / 観光ポータルサイト
  5. Doggy-Human Content / 犬人間コンテスト
  6. Animal Spirit / アニマル・スピリット
  7. Cat Riding on Roomba / ルンバねこ
  8. Celestial Illegal Construction / 天空の違法建築
  9. Tibidabo / ティビダボ遊園地
  10. Feu de Joie / いわいづつ
  11. Zen in Deep Water / 水中禅問答 (bonus track for Japanese distribution)

メンバー
  - 森本賢一 (keyboards)
  - 泉谷隆洋 (guitar)
  - 市川ヒデミ (bass)
  - 永瀬敬一 (drums)

- 『Various Artists / Unsettled Scores』
Cuneiform Records Rune 75/76 1995
1994年録音。「Cuneiform Records と契約したアーチストが、別の Cuneiform Records のアーチストの曲をカバーする」という企画のコンピレーション・アルバムに、ハッピーファミリーは「Daniel Denis/Les Eaux Troubles」に収録された「Bulgarian Flying Spirit Dances」を提供。
収録曲
  1. Bulgarian Flying Spirit Dances

メンバー
  - 森本賢一 (keyboards)
  - 牧野シゲ (guitar)
  - 宮野達哉 (bass)
  - 永瀬敬一 (drums)

- 『Flying Spirit Dance Live』
自主制作/番号無し
ファンジン「Rotters' Paper」による自主制作盤。1994年4月16日のライブ録音。
収録曲
  1. Shige et Osanna / シゲとオザンナ
  2. ハッピーファミリーの実働18時間
  3. 方舟はいっぱい
  4. 三葉虫
  5. Bulgarian Flying Spirit Dances
  6. 接して漏らさず
  7. 人間魚雷回天
  8. Rock & Young

メンバー
  - 森本賢一 (keyboards)
  - 牧野シゲ (guitar)
  - 宮野達哉 (bass)
  - 永瀬敬一 (drums)

- 『Spiral Long Punch!』
自主制作/番号無し
ファンジン「Rotters' Paper」による自主制作盤。1997年 ~ 1998年のライブ音源のアーカイヴ。
収録曲
  1. スパイラル・ロング・パンチ
  2. モンドセレクション金賞受賞
  3. アメリカの写真
  4. 水夫と船長
  5. 漁り火と漁業組合
  6. いぬひも
  7. 水中禅問答
  8. わんぱく自己啓発
  9. アルツハイマー苦学生
  10. 穴掘って埋める

メンバー
  - 森本賢一 (keyboards)
  - 泉谷隆洋 (guitar)
  - 宮野達哉 (bass)
  - 永瀬敬一 (drums)
- (title unknown)
自主制作/番号無し
メンバーによる自主制作盤、MDで限定5枚。
- (title unknown)
自主制作/番号無し
メンバーによる自主制作盤、アナログカセットテープで1990年代前半のライブ音源。

## 特記
- 1993年8月22日、吉田達也が率いるマグマのコピーバンド「Mekanik Kommandoh」のオープニング・アクトとして演奏。ベースの宮野は「Mekanik Kommandoh」でも演奏。
- 1996年2月16日のライブはキーボード森本が不在でトリオ編成での演奏。ラストナンバーで「Super Junkie Monkey」のボーカル、睦がゲスト参加してビョークの曲をカバー演奏した。
- 1996年8月に、NYCを拠点とするDoctor Nerveのリーダー/ギタリストNick Didkovskyが来日し、共演をする。8月3日に東京吉祥寺、8月10日に大阪心斎橋でライブ演奏。お互いの曲をカバーしあいながら、Nickの指揮に依る「Conducted Improvisation」も演奏。この2回の演奏はdrumsの永瀬が不在だったのでP.O.N.の植村昌弘が代役を務めた。
- 1997年9月23日、初のハッピー・ファミリーのコピーバンドとして「鋼鉄末娘」が東京吉祥寺で演奏。その際にメンバーが会場で観戦していた。